# Square Marie-Trintignant
Square Marie-Trintignant je square v Paříži ve 4. obvodu. Nese jméno francouzské herečky Marie Trintignantové (1962–2003). Square o rozloze 790 m2 bylo zřízeno v roce 1933.

## Umístění
Square je přístupné z domu č. 11 v Rue de l'Ave-Maria a přes Quai des Célestins.

## Historie
Square se nachází na místě, kudy procházely ve středověku městské hradby postavené za vlády Filipa II. Augusta. Bylo zřízeno roku 1933 pod názvem Square de l'Ave-Maria podle sousedící Rue de l'Ave-Maria. 
Zahrady byly obnoveny a nově otevřeny 13. května 2007 pařížským starostou Bertrandem Delanoëm. Obnovu provedl zahradní architekt David Besson-Girard, který se inspiroval atmosférou původních fíkových a třešňových sadů, které se za renesance rozkládaly ve čtvrti Marais.